# Лунное затмение 21 января 2019 года
| Полное лунное затмение 21 января 2019 года | Полное лунное затмение 21 января 2019 года |
| ------------------------------------------ | ------------------------------------------ |
|                                            |                                            |
| Цикл сароса                                | 134 (27 из 73)                             |
| Гамма                                      | +0.3684                                    |
| Магнитуда                                  | 1.1953                                     |
| Продолжительность (час: мин: сек)          |                                            |
| Полное                                     | 1:01:59                                    |
| Частное                                    | 3:16:45                                    |
| Полутеневое                                | 5:11:30                                    |
| Контакты (UTC)                             |                                            |
| P1                                         | 02:36:30                                   |
| U1                                         | 03:33:54                                   |
| U2                                         | 04:41:17                                   |
| Наибольшая фаза                            | 05:12:16                                   |
| U3                                         | 05:43:16                                   |
| U4                                         | 06:50:39                                   |
| P4                                         | 07:48:00                                   |

Лу́нное затме́ние 21 января 2019 года — полное лунное затмение, которое произошло 21 января 2019 года (по UTC). Максимальная фаза затмения наступила в 05:12 UTC. Продолжительность полной фазы составила 62 минуты.
Затмение произошло в период так называемого суперлуния, когда Луна находилась вблизи перигея (точки минимального расстояния до Земли), благодаря чему Луна выглядела на 8% больше её среднего углового размера.
Это затмение стало первым (из двух) лунным затмением в 2019 году; вторым будет частное лунное затмение 16 июля 2019. Следующее полное лунное затмение состоится лишь 26 мая 2021 года (по UTC).
Данное лунное затмение являлось «парным» к соответствующему солнечному затмению 6 января 2019 года.
Во время затмения было зафиксировано падение на Луну астероида, создавшее вспышку света. По расчётам учёных масса объекта, упавшего во время затмения на Луну со скоростью 13,8 км в секунду, была от 7 до 40 кг. Вероятно, после падения метеорита на Луне остался кратер шириной от 5 до 10 м. Учёные из Андалусийского института астрофизики (en:Instituto de Astrofísica de Andalucía) в Испании рассчитали, что астероид массой 45 кг и диаметром от 30 до 60 см врезался в Луну на скорости 61000 км в час, после чего на ней образовался кратер шириной 10-15 метров. Астероид упал северо-восточнее кратера Лагранжа в точке с координатами 29,2 ± 0,3 °S, 67,5 ± 0,4 °W. Телескопы Системы обнаружения и анализа лунных воздействий (Moon Impacts Detection and Analysis System, MIDAS) наблюдали вспышку на нескольких длинах волн. Энергия удара эквивалентна энергии взрыва 1,5 тонн тротила.

## Видимость

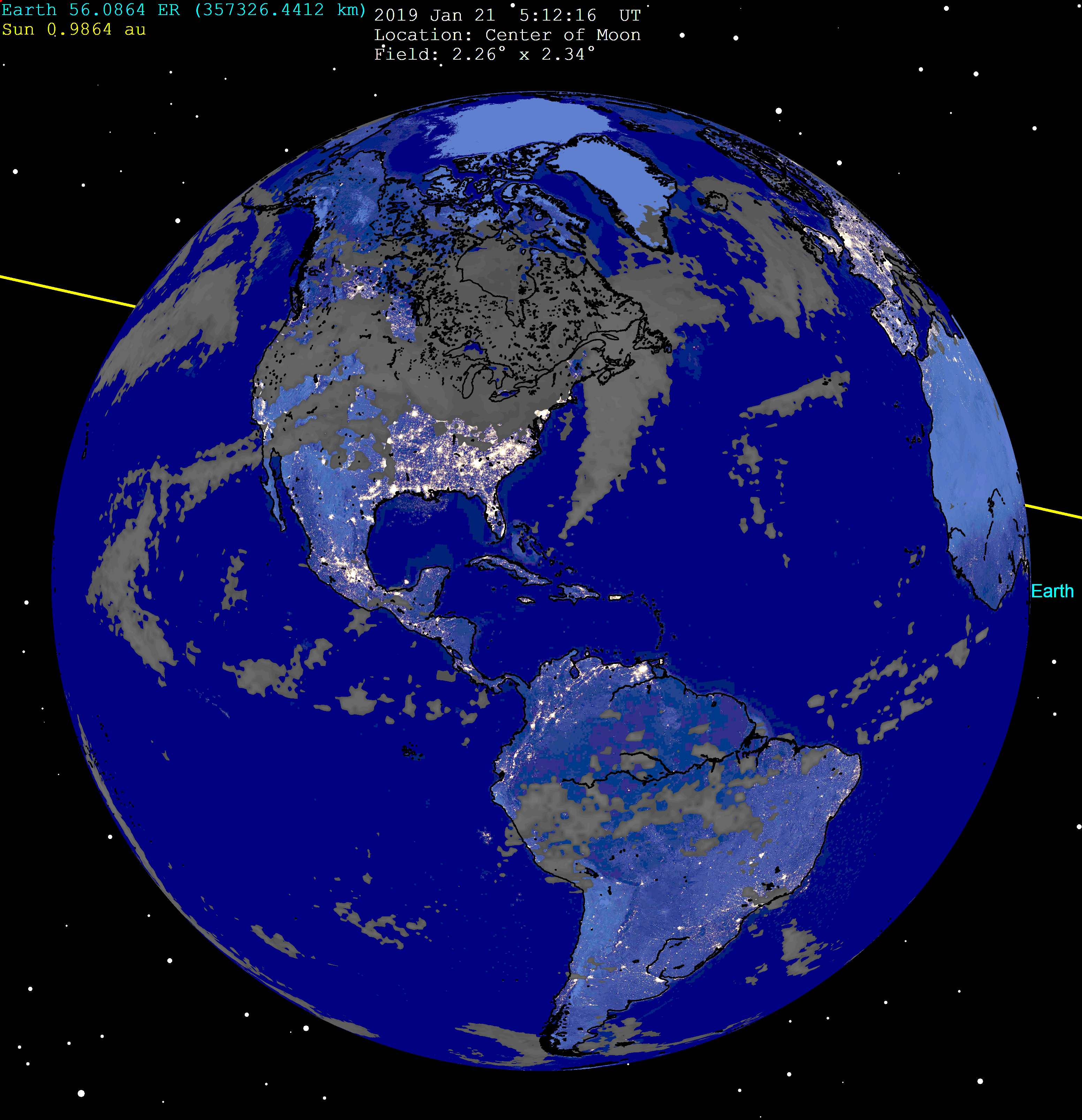
Вид Земли с Луны во время
максимума затмения

В Северной Америке, Южной Америке, Гренландии и на западе и севере Европы, а также на крайнем севере России были полностью видны все фазы затмения. В Центральной и Восточной Европе, почти всей Африке и в западной части Азии затмение наблюдалось до захода Луны в ранние утренние (предрассветные) часы 21 января, и была доступна для наблюдения лишь часть фаз полного затмения. На Дальнем Востоке России и в зоне Тихого океана затмение наблюдалось на восходе Луны после захода Солнца, были видны также только некоторые фазы. В Восточной Азии (кроме севера Японии), Центральной Сибири и в Австралии затмения не было видно вообще.
В Северной Америке и части Южной Америки затмение наблюдалось в вечерние часы 20 января по местному времени, для остальных территорий — 21 января (ночью или утром).
| Карта видимости |

Линии на карте видимости отмечают моменты начала фаз затмения, совпадающие с восходом или заходом Луны:
- P1 — начало вхождения Луны в земную полутень (начало полутеневого затмения);
- U1 — первый контакт Луны с тенью (начало частного теневого затмения);
- U2 — полное вхождение Луны в тень (начало полного теневого затмения);
- U3 — начало выхода Луны из тени (конец полного теневого затмения);
- U4 — полный выход Луны из тени (конец частного теневого затмения);
- P4 — полный выход Луны из полутени, конец затмения.

## Вид Луны на небе во время затмения
Во время затмения Луна находилась в созвездии Рака, к западу от яркого рассеянного звёздного скопления Ясли.

## Иллюстрации

### Частные и полутеневые фазы затмения

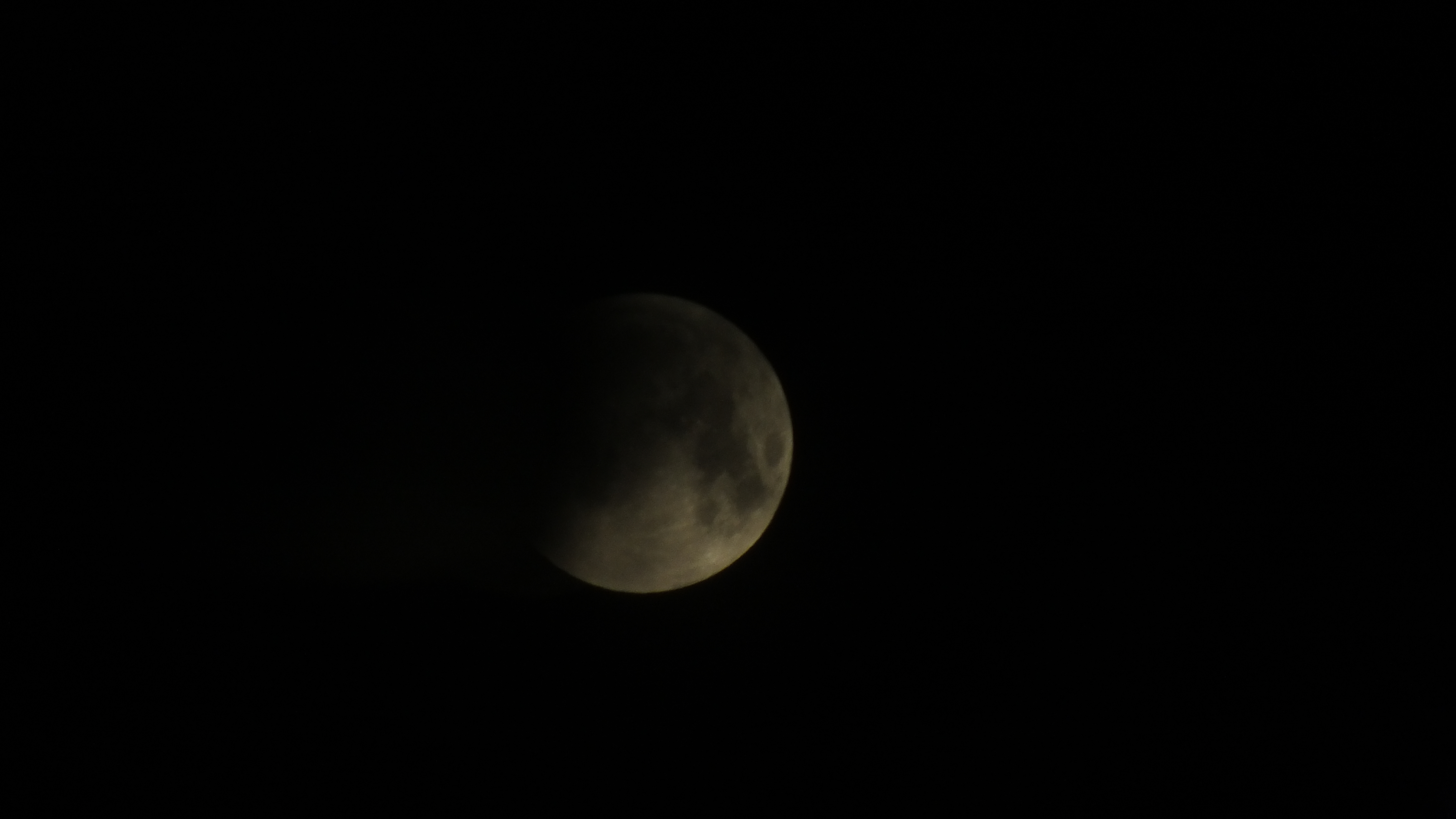
Частное затмение в Москве (в 6:49 по местному времени; 3:49 UTC)
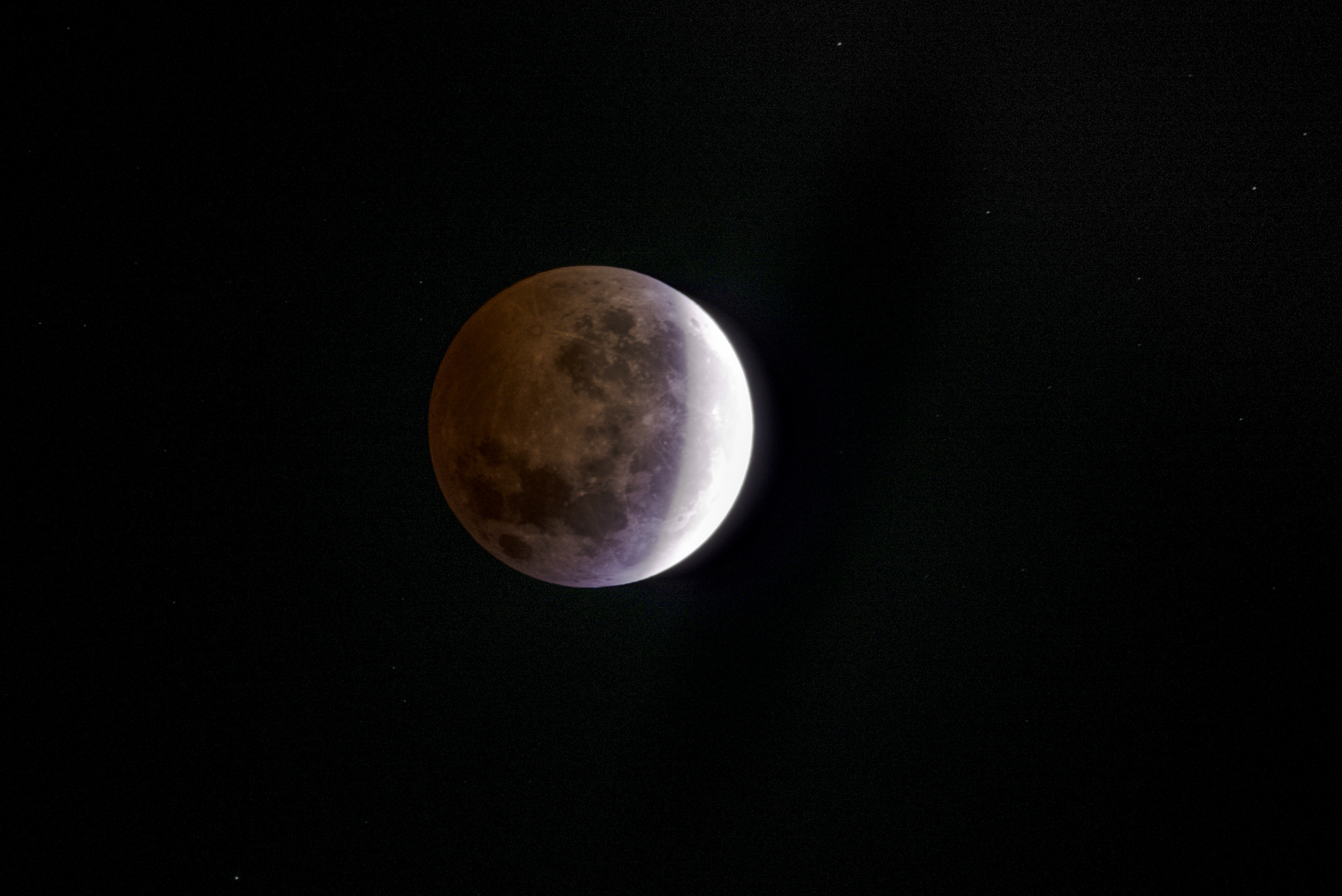
Окончание фазы полного затмения в Уругвае (в 3:00 по местному времени; 6:00 по UTC)
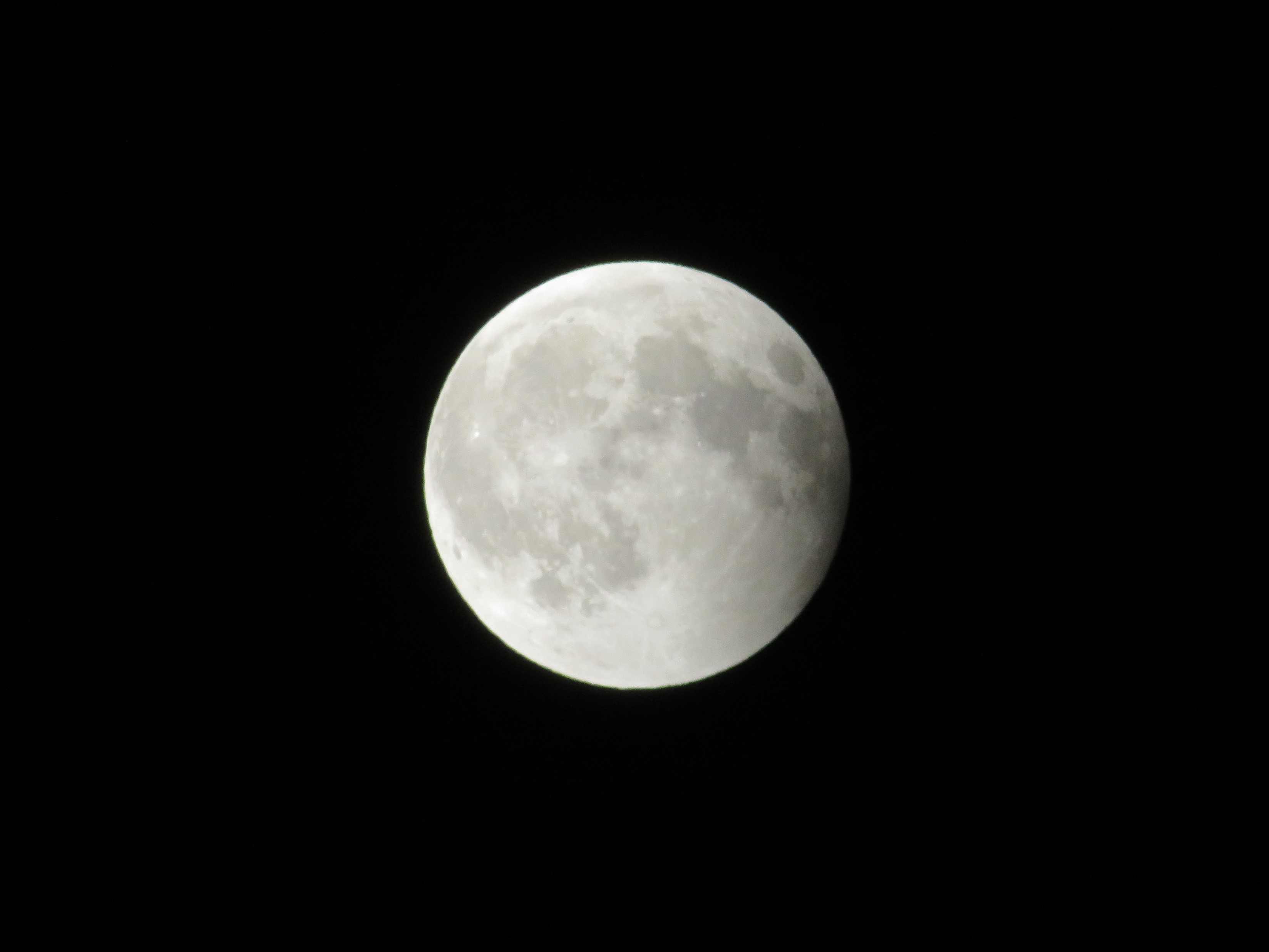
Полутеневая (penumbral) фаза затмения в Денвере, США (в 23:55 по местному времени; 6:55 UTC)

### Полная фаза затмения

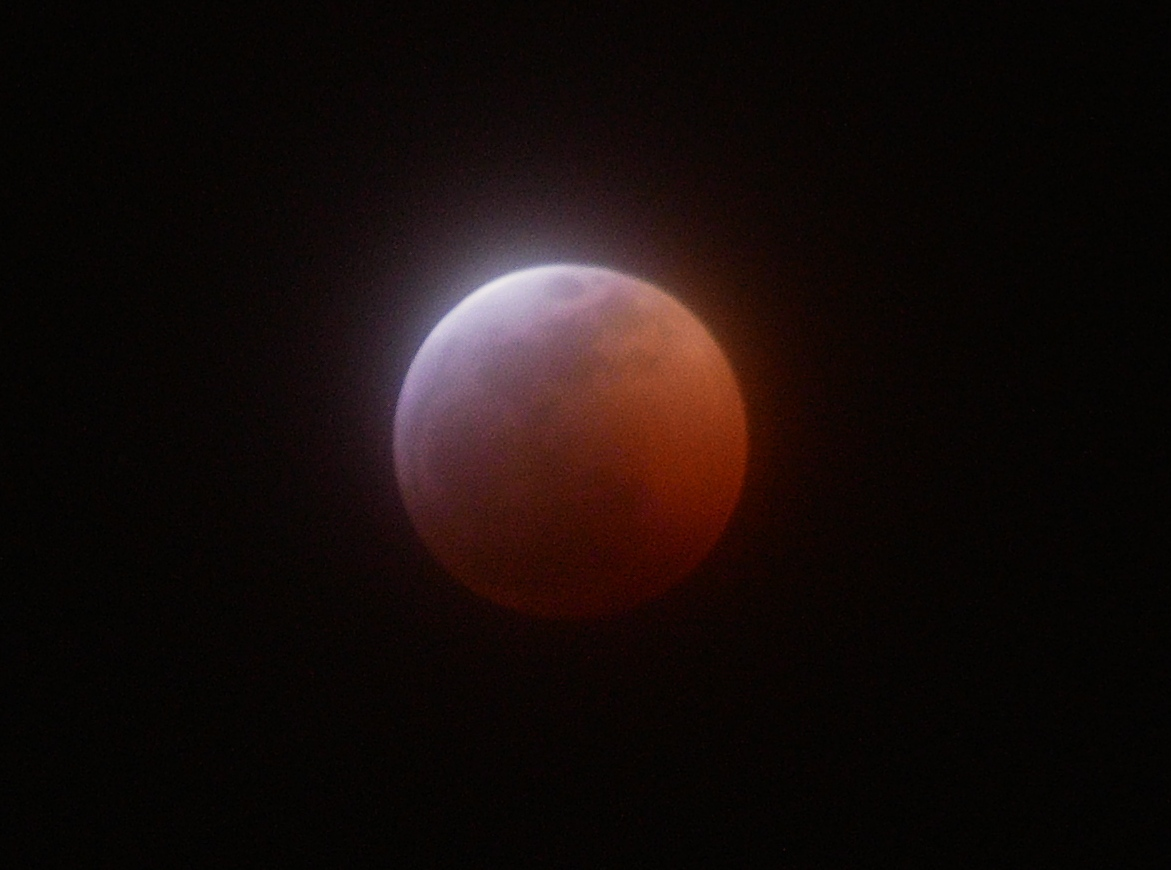
Затмение в Сан-Диего в США (в 20:41 по местному времени, 4:41 UTC)
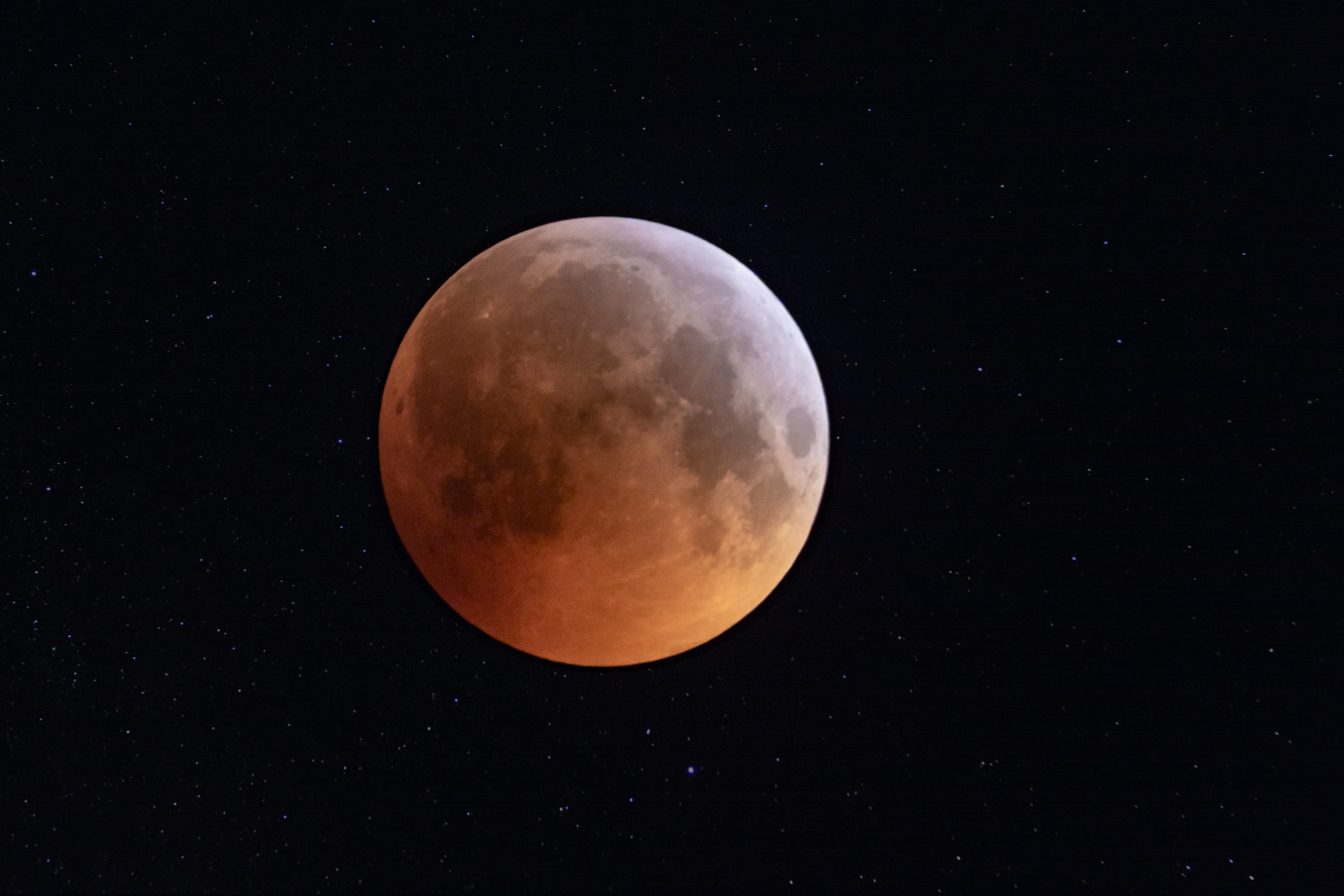
Затмение в Швеции (в 5:48 по местному времени, 4:48 UTC)
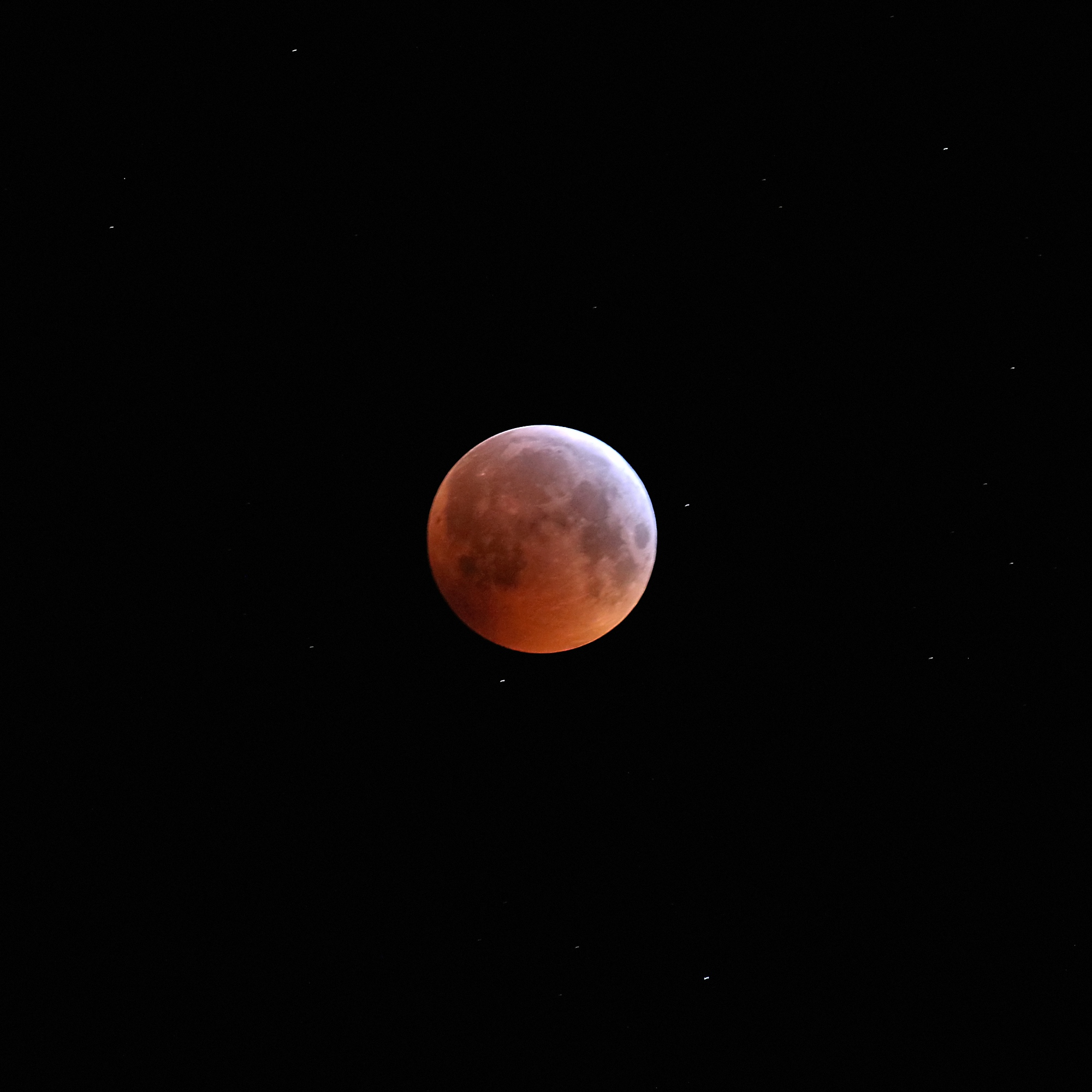
Затмение в Финляндии (в 8:02 по местному времени, 6:02 UTC)
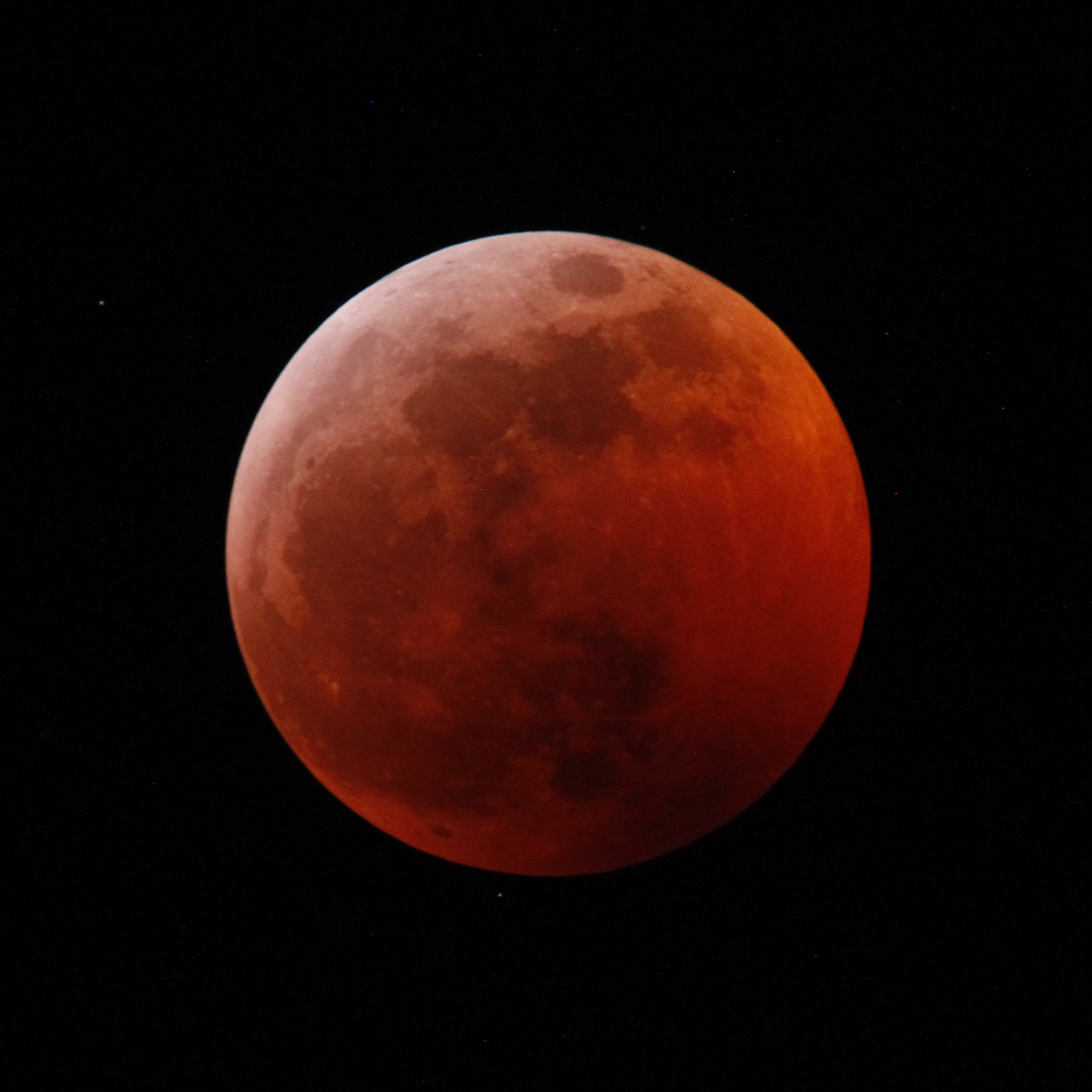
Затмение в Виктории, Канада (в 21:02 по местному времени, 5:02 UTC)
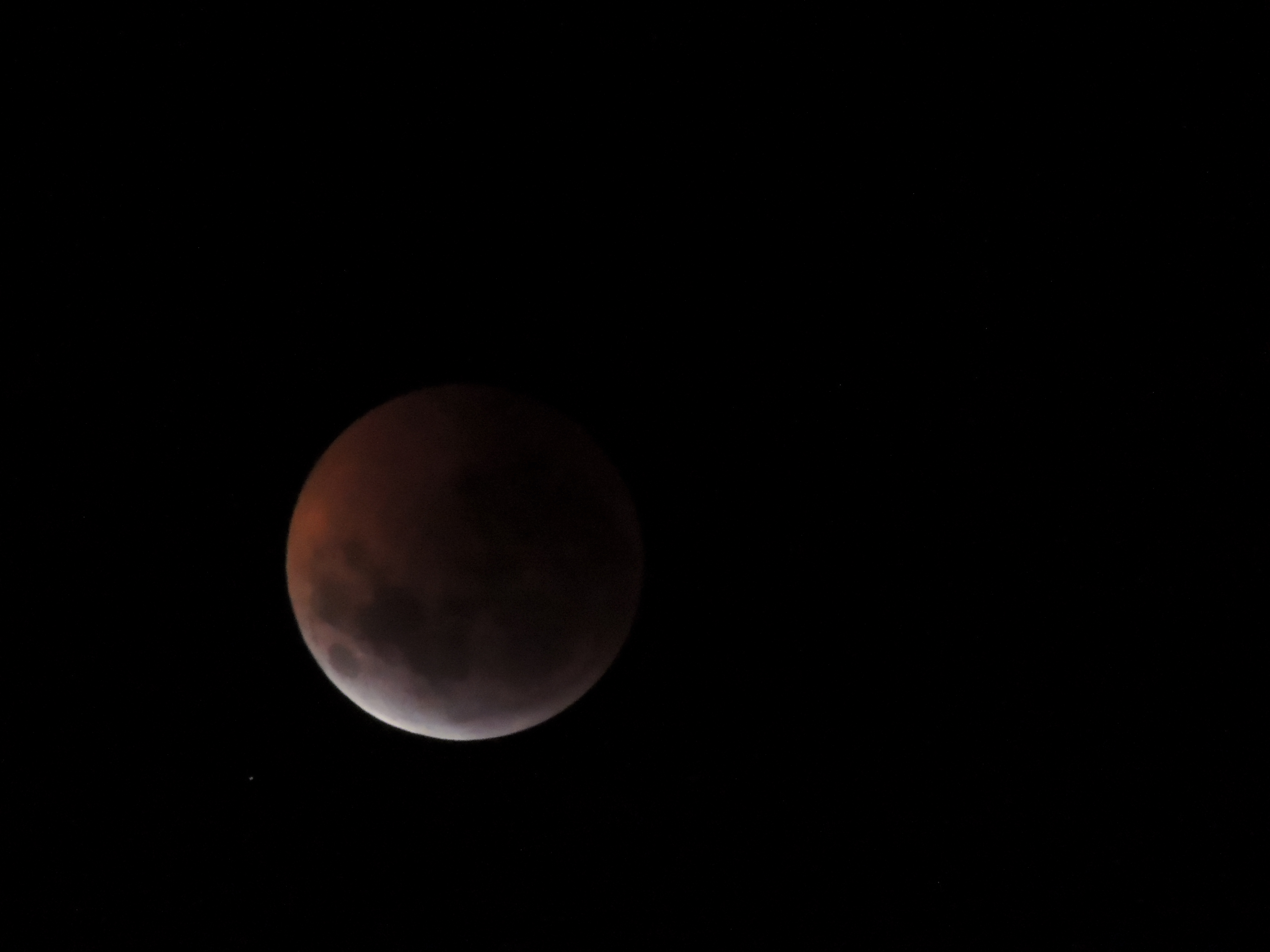
Затмение в Буэнос-Айресе в Аргентине (в 2:22 по местному времени, 5:22 UTC)
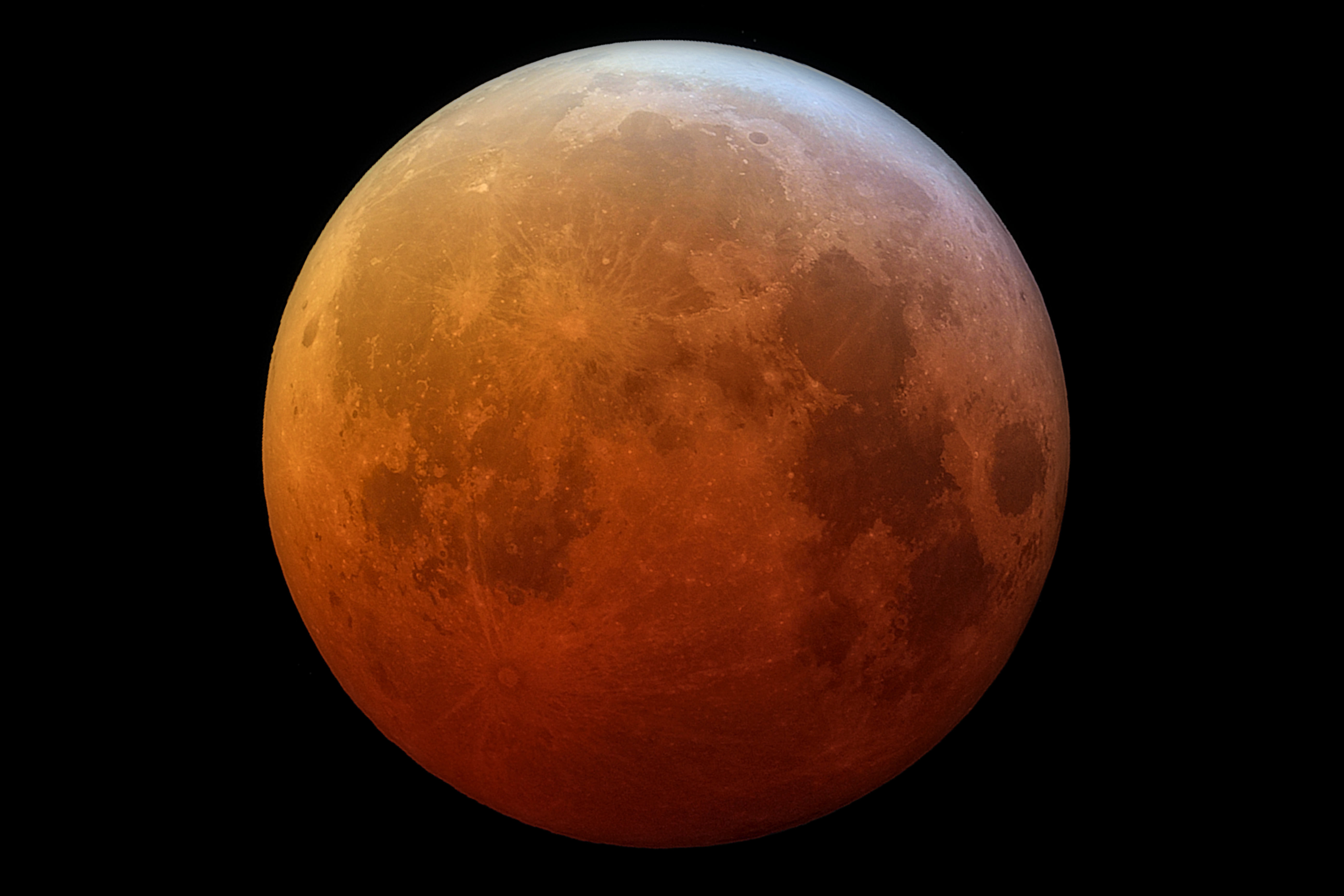
Затмение в г. Ория, Италия (в 6:43 по местному времени, 5:43 UTC)